# 砂田晟弥
砂田 晟弥（すなだ せいや、2001年10月30日 - ）は、日本の陸上選手。3000m障害を専門とする。

## 経歴
兵庫県出身。父はウルトラマラソン（IAAF 100km）元世界記録保持者の砂田貴裕。
姫路市立置塩中学校の3年時に第43回全日本中学校陸上競技選手権大会の400mで優勝した。兵庫県立姫路商業高等学校では400mハードルに挑戦していた。高校卒業後にプレス工業に所属した。2024年11月末にプレス工業の陸上競技部を退部した。

## 成績
- 2023年アジア陸上競技選手権大会 - 3位
- 2022年アジア競技大会における陸上競技 - 3位
- 2023年世界陸上競技選手権大会 - 予選